# 張又栻
張又栻（?—?），陝西省澄城縣人，清朝政治人物、進士出身。
光緒三十年，會試第55名；殿試登進士三甲第45名，后授以刑部主事。